# Łukasz Kasperzec
Łukasz Kasperzec (ur. 18 grudnia 1974 w Krakowie) – polski koszykarz drugoligowego TS Wisła Kraków. W przeszłości gracz Wisły Kraków, Prokomu Trefla Sopot, a także francuskiego Paris-Levallois Basket, obecnie zawodnik II-ligowej MUKS 1811 Unii Tarnów. 
Ma 187 cm wzrostu i występować może na pozycji rozgrywającego, bądź rzucającego obrońcy.
W przeszłości był trenerem III ligowego klubu UKS Siemaksza Piekary.

## Osiągnięcia
Drużynowe
- Zdobywca pucharu Polski (2000)
- Awans do II ligi z MUKS 1811 Unia Tarnów (2018)